# Roma Maxima
O Giro de Lazio (em português Volta de Lácio) é uma prova de ciclismo profissional italiana de um dia que se disputa em Lácio (ao redor de Roma) e seus arredores).
Foi criado em 1933. Nos seus últimos ano têm sido enquadrada na categoria 1.HC, tanto antes de criar-se os Circuitos Continentais UCI tanto e dentro destes circuitos (em 2005) e dentro do UCI Europe Tour. Sendo a única prova dessa categoria que não ascendeu ao UCI ProTour em 2005. Depois de não se disputar desde 2009; em 2012 voltou ao calendário na categoria 1.2 (última categoria do profissionalismo) ainda que de novo não chegou ser disputada regressando definitivamente no mês de março de 2013 dentro da categoria 1.1 com o nome de Roma Maxima.

## Palmares
|            |             | Corredor                       | Equipe                       |             |
| ---------- | ----------- | ------------------------------ | ---------------------------- | ----------- |
| 1933       | ITA !       | Giovanni Valetti (ITA)         |                              |             |
| 1934       | ITA !       | Renato Scorticati (ITA)        |                              |             |
| 1935       | ITA !       | Giuseppe Martano (ITA)         | Frejus                       |             |
| 1936       | ITA !       | Rinaldo Gerini (ITA)           | Frejus                       |             |
| 1937       | ITA !       | Gino Bartali (ITA)             |                              |             |
| 1938       | ITA !       | Cesare Del Cancia (ITA)        | Ganna                        |             |
| 1939       | ITA !       | Mario Vicini (ITA)             | Lygie                        |             |
| 1940       | Sem corrida | Sem corrida                    | Sem corrida                  | Sem corrida |
| 1941       | ITA !       | Adolfo Leoni (ITA)             |                              |             |
| 1942       | ITA !       | Osvaldo Bailo (ITA)            | Viscontea                    |             |
| 1943       | ITA !       | Quirino Toccaceli (ITA)        | Olmo                         |             |
| 1944       | Sem corrida | Sem corrida                    | Sem corrida                  | Sem corrida |
| 1945       | ITA !       | Zoarino Guidi (ITA)            | amador                       |             |
| 1946       | Sem corrida | Sem corrida                    | Sem corrida                  | Sem corrida |
| 1947       | ITA !       | Michele Motta (ITA)            | Lygie-Pirelli                |             |
| 1948       | ITA !       | Pietro Giudici (ITA)           | S.C. Crennese                |             |
| 1949       | ITA !       | Annibale Brasola (ITA)         | Bottecchia-Pirelli           |             |
| 1950       | Sem corrida | Sem corrida                    | Sem corrida                  | Sem corrida |
| 1951       | ITA !       | Fiorenzo Magni (ITA)           | Ganna-Ursus                  |             |
| 1952       | ITA !       | Dante Rivola (ITA)             | Guerra-Ursus                 |             |
| 1953       | ITA !       | Giorgio Albani (ITA)           | Legnano-Pirelli              |             |
| 1954       | ITA !       | Angelo Conterno (ITA)          | Frejus                       |             |
| 1955       | ITA !       | Loretto Petrucci (ITA)         | Lygie                        |             |
| 1956       | ITA !       | Fiorenzo Magni (ITA)           | Nivea-Fuchs                  |             |
| 1957       | ITA !       | Ercole Baldini (ITA)           | Legnano                      |             |
| 1958       | ITA !       | Nino Defilippis (ITA)          | Carpano                      |             |
| 1959       | ITA !       | Diego Ronchini (ITA)           | Bianchi-Pirelli              |             |
| 1960       | ITA !       | Giuseppe Fallarini (ITA)       | Ignis                        |             |
| 1961       | ITA !       | Bruno Mealli (ITA)             | Bianchi                      |             |
| 1962       | ITA !       | Nino Defilippis (ITA)          | Carpano                      |             |
| 1963       | ITA !       | Adriano Durante (ITA)          | Legnano                      |             |
| 1964       | ITA !       | Bruno Mealli (ITA)             | Cynar-Frejus                 |             |
| 1965       | ITA !       | Franco Bitossi (ITA)           | Filotex                      |             |
| 1966       | ITA !       | Michele Dancelli (ITA)         | Molteni                      |             |
| 1967       | ITA !       | Felice Gimondi (ITA)           | Salvarani                    |             |
| 1968       | ITA !       | Giancarlo Polidori (ITA)       | Pepsi Cola                   |             |
| 1969       | ITA !       | Flaviano Vicentini (ITA)       | Filotex                      |             |
| 1970       | ITA !       | Michele Dancelli (ITA)         | Molteni                      |             |
| 1971       | ITA !       | Franco Mori (ITA)              |                              |             |
| 1972       | BEL !       | Martin Van Den Bossche (BEL)   |                              |             |
| 1973       | ITA !       | Giovanni Battaglin (ITA)       |                              |             |
| 1974       | ITA !       | Roberto Poggiali (ITA)         |                              |             |
| 1975       | BEL !       | Roger De Vlaeminck (BEL)       |                              |             |
| 1976       | BEL !       | Roger De Vlaeminck (BEL)       |                              |             |
| 1977       | ITA !       | Francesco Moser (ITA)          |                              |             |
| 1978       | ITA !       | Francesco Moser (ITA)          |                              |             |
| 1979       | ITA !       | Silvano Contini (ITA)          |                              |             |
| 1980       | SWE !       | Bernt Johansson (SWE)          |                              |             |
| 1981       | ITA !       | Gianbattista Baronchelli (ITA) |                              |             |
| 1982       | NOR !       | Dag-Erik Pedersen (NOR)        |                              |             |
| 1983       | ITA !       | Silvano Contini (ITA)          |                              |             |
| 1984       | ITA !       | Francesco Moser (ITA)          |                              |             |
| 1985       | ITA !       | Bruno Leali (ITA)              |                              |             |
| 1986       | SUI !       | Urs Zimmermann (SUI)           |                              |             |
| 1987       | ITA !       | Roberto Pagnin (ITA)           |                              |             |
| 1988       | FRA !       | Charly Mottet (FRA)            |                              |             |
| 1989       | FRA !       | Charly Mottet (FRA)            |                              |             |
| 1990       | ITA !       | Maurizio Fondriest (ITA)       | Del Tongo                    |             |
| 1991       | ITA !       | Andrea Tafi (ITA)              | Carrera Jean-Tassoni         |             |
| 1992       | ITA !       | Gianni Bugno (ITA)             | Gatorade-Château d'Ax        |             |
| 1993       | SUI !       | Pascal Richard (SUI)           | Ariostea                     |             |
| 1994       | ITA !       | Maurizio Fondriest (ITA)       | Lampre-Panaria               |             |
| 1995       | SUI !       | Pascal Richard (SUI)           | MG Maglificio-Technogym      |             |
| 1996       | ITA !       | Andrea Tafi (ITA)              | Mapei-GB                     |             |
| 1997       | ITA !       | Alessandro Baronti (ITA)       | Asics-CGA                    |             |
| 1998       | ITA !       | Andrea Tafi (ITA)              | Mapei-Bricobi                |             |
| 1999       | ITA !       | Sergio Barbero (ITA)           | Mercatone Uno-Bianchi        |             |
| 2000       | GBR !       | Maximilian Sciandri (GBR)      | Linda McCartney Racing Team  |             |
| 2001       | ITA !       | Massimo Donati (ITA)           | Tacconi Sport-Vini Caldirola |             |
| 2002       | ITA !       | Paolo Bettini (ITA)            | Mapei-Quick Step             |             |
| 2003       | ITA !       | Michele Bartoli (ITA)          | Fassa Bortolo                |             |
| 2004       | ESP !       | Juan Antonio Flecha (ESP)      | Fassa Bortolo                |             |
| 2005       | ITA !       | Filippo Pozzato (ITA)          | Quick Step-Innergetic        |             |
| 2006       | ITA !       | Giuliano Figueras (ITA)        | Lampre-Fondital              |             |
| 2007       | ITA !       | Gabriele Bosisio (ITA)         | Tenax                        |             |
| 2008       | ITA !       | Francesco Masciarelli (ITA)    | Acqua & Sapone-Caffè Mokambo |             |
| 2009– 2012 | Sem corrida | Sem corrida                    | Sem corrida                  | Sem corrida |
| 2013       | FRA !       | Blel Kadri (FRA)               | Ag2r-La Mondiale             |             |
| 2014       | ESP !       | Alejandro Valverde (ESP)       | Movistar Team                |             |
| 2015...    | Sem corrida | Sem corrida                    | Sem corrida                  | Sem corrida |

## Palmares por países
| País        | Victórias |
| ----------- | --------- |
| Itália      | 63        |
| Bélgica     | 3         |
| Suíça       | 3         |
| França      | 3         |
| Espanha     | 2         |
| Suécia      | 1         |
| Reino Unido | 1         |
| Noruega     | 1         |